# Xiye Bastida
Xiye Bastida (Atlacomulco, Estado de México, 18 de abril de 2002) es una activista climática mexicano-chilena y miembro de la nación indígena mexicana otomí-tolteca. Es una de las principales organizadoras de Fridays for Future NYC y ha sido una voz líder para la visibilidad de indígenas e inmigrantes en el activismo climático. Fue parte del comité de administración del People's Climate Movement, y es miembro de Sunrise Movement y Extinction Rebellion. Es cofundadora de Re-Earth Initiative, una organización internacional sin fines de lucro inclusiva e interseccional.

## Educación y primeros años
Bastida nació en Atlacomulco, México, de padres Mindahi y Geraldine, quienes también son ambientalistas, y se crio en el pueblo de San Pedro Tultepec en Lerma. Es de origen otomí-tolteca (indígena mexicano) y azteca por parte de su padre y de ascendencia chilena europea por parte de su madre. Bastida tiene ciudadanía mexicana y chilena.
Bastida y su familia se mudaron a la ciudad de Nueva York después de que las inundaciones extremas azotaran su ciudad natal de San Pedro Tultepec en 2015, después de tres años de sequía.
Bastida asistió a The Beacon School. Comenzó sus estudios en la Universidad de Pensilvania en 2020.

## Activismo
Bastida comenzó su activismo con un club ambiental. El club protestó en Albany y el Ayuntamiento de Nueva York y presionó a favor de la CLCPA (Ley de Protección de Líderes de la Comunidad y el Clima) y la Ley de Edificios Sucios. Fue entonces cuando se oyó hablar de Greta Thunberg y sus huelgas climáticas.
Bastida pronunció un discurso sobre la cosmología indígena en el 9.º Foro Urbano Mundial de las Naciones Unidas y fue galardonado con el premio "Espíritu de la ONU" en 2018.
Bastida lideró a su escuela secundaria, The Beacon School, en la primera gran huelga climática en la ciudad de Nueva York el 15 de marzo de 2019. Ella y Alexandria Villaseñor saludaron oficialmente a Thunberg a su llegada desde Europa en barco en septiembre de 2019 para asistir a la Cumbre del Clima de la ONU. Xiye ha sido acuñada como «la Greta Thunberg de Estados Unidos», sin embargo, declaró que "llamar a los activistas juveniles la 'Greta Thunberg' de su país disminuye la experiencia personal y las luchas individuales de Greta".
En diciembre de 2019, Teen Vogue lanzó We Rise, un cortometraje documental sobre Bastida. Bastida también colaboró con la película documental 2040 para crear un cortometraje, Imagine the Future, que explora cómo se verían los paisajes y los paisajes urbanos del futuro en el futuro. Bastida contribuyó a la antología sobre el cambio climático All We Can Save,editado por Ayana Elizabeth Johnson y Katharine Wilkinson.

## Filmografía
- We Rise (2019)
- Imagine the future (2020)